# ジム・ロス
ジム・ロス（Jim Ross、本名：James William Ross、1953年1月3日 - ）はアメリカ合衆国のプロレス実況アナウンサー。オクラホマ州タルサ出身。通称 "JR"。
プロレス団体WWEの経営戦略部門の副社長を務め、WWEの看板番組の実況を担当していた。レスラーではないが、ストーリーに応じて極まれに試合に出場することもあった。現代アメリカのプロレス界を代表する実況アナウンサーで、テンガロンハットと眼鏡がトレードマークである。

## 来歴
少年時代からプロレス好きで、当時は同じオクラホマ出身の英雄ダニー・ホッジのファンだったという。学生時代はオクラホマ州立大学アナウンス部に在籍していた。
1974年、地元オクラホマをサーキットエリアとするレロイ・マクガーク主宰のNWAトライステート・プロモーションにおいて、レフェリー、リングアナウンサー、インタビュアーを始めたのがプロレス業界での仕事のスタートである。その後、同プロモーションを吸収したビル・ワットのMSWAに移籍。1985年頃にはMSWAの看板アナウンサーになり、同団体が全米進出を開始してUWFと改称してからは参入マーケットの拡大にも手腕を発揮した。
UWFがNWA（ジム・クロケット・プロモーションズ）に買収され、さらにNWAがWCWへと体制が変更されても引き続き活躍していたが、1993年にWCW上層部との対立を起こしていたところ、ビンス・マクマホンによってWWFにスカウトされ、移籍。
レッスルマニア9にてWWF登場を果たし、当時は実況を務めていたビンスなどとコンビを組む。以降、セミリタイアして実況席に着いたジェリー "ザ・キング" ローラーとのコンビでWWFのテレビ番組の実況担当としての地位を築いた。WWFではレスラーを統括する部門の副社長にも就任。レスラーからの信頼は高く、ストーン・コールド・スティーブ・オースチンは親友であると公言している。
アナウンサーでありながらレスラーや関係者との抗争も数多く繰り広げており、エリック・ビショフがWWEに登場した2002年以降は、それに関連した抗争で何度か試合を行っている。試合に出場する際は、実況席の相方ジェリー・ローラーとタッグを組むことが多かった。
2005年2月4日のRAWテレビショー「ROAD TO WRESTLEMANIA 21 JAPAN TOUR」さいたまスーパーアリーナ大会に、アナウンサーとして初来日。実況を務めた。
2005年に入り、腸の手術による番組の長期離脱の必要性が発生した。同年10月のPPVであるWWE・ホームカミングにて、オースチンがマクマホン一家にスタナーを繰り出すのを止めなかったことを理由にストーリー上解雇される（実際にはWWE副社長に留まり続けている）。それに端を発し、オースチンがジム・ロス復帰を賭けてジョナサン・コーチマンとPPVタブー・チューズデイにて試合をする予定であったが、オースチンがPPV直前にWWEを離脱し、ストーリーは中断することとなった。
手術後の2006年3月18日、サタデー・ナイト・メイン・イベントにて実況アナウンサーとしての復帰を果たした。当初はPPVなどを中心としたパートタイムでの活動だったが、同年4月よりフルタイムで復帰。2007年にはWWE殿堂に迎えられた（インダクターはオースチン）。
2008年6月のドラフトでスマックダウンへ移籍するが、2009年10月からは体調を崩し実況から退いた。2010年5月にWWEとのタレント契約が満了。契約更新後はWWEのスカウト部門で活動する一方、度々テレビショーに登場し、ヒールターンしたマイケル・コールとの舌戦やパフォーマンス対決などを行った。
2012年6月、番組構成が変更されたNXTに実況担当として登場。放送席への久々の復帰が実現した。さらにローラーが心肺停止で倒れてから、一時的にRAWにも出演。コールとも自然に和解した。
2013年、WWEを退社。その後は2015年1月4日、新日本プロレスの「WRESTLE KINGDOM 9 in 東京ドーム」において、北米のPPV放送の実況アナウンサーを担当した。2016年にはNWA殿堂に迎えられた。
2017年3月22日(水)に奥さんのジャン･ロスが死去した事を自身のブログで明らかにした。ジャン･ロスは3月20日(月)ヴェスパに乗ってジムに行く途中、17歳男子が運転するマーキュリー･グランドマーキー(※かつてフォードが生産していた高級車)に背後から追突され、頭蓋骨が数カ所骨折してしまい緊急手術を受けていた。その時ジャン･ロスはヘルメットそしていなかったので、被害が大きくなってしまったとのこと。事故の後ヴェスパとマーキュリー･グランドマーキーは燃えだしてしまったそして3月22日、ジャン･ロスは回復する見込みが無かったので、生命維持装置を外す決定をする事となり、そして数時間後にジャン･ロスは息を引き取った。
2019年4月、AEWとの契約が発表された。

## 入場曲
- Boomer Sooner（オクラホマ大学フットボールチーム応援歌）

## 逸話
- 料理が得意で、ロスが開発したバーベキューソースも販売されている。また料理本も2冊出版している。本の表紙にはWWEのスーパースターが登場しており、1冊目にはザ・ロックとストーン・コールド・スティーブ・オースチン、2冊目にはディーヴァのステイシー・キーブラーとトリッシュ・ストラタスらがジム・ロスと共に登場している。
- 長年プロレス界に携わっていることもあり、大変な博識でタイトル戦や試合形式の歴史・名場面、過去の名レスラー、さらには技についても詳しく紹介する。アメリカの他団体について話題にすることはないが、日本で活躍していたこともあるレスラーについては実際に日本の団体名を挙げて紹介することがある。また、他のスポーツや政治経済についても幅広い知識を展開している。
- 自身のブログでは料理、スーパースターの素顔など幅広く書いているが、ストーリーラインやスーパースターの解雇理由を匂わすなど、際どい内容を書くこともある。また、三沢光晴の死亡事故（2009年6月13日、プロレスリング・ノア・広島グリーンアリーナ大会）に対しても触れ、DVDでしか見たことがないと前置きした上でプロレスセンスの高さと「レスリング技術を高めたいなら三沢を手本とすべき」と称えた。